# Federico Alliney
Federico Alliney (Saonara, 3 settembre 1920 – Padova, 4 ottobre 1991) è stato un compositore di scacchi italiano.
Compose circa 300 problemi diretti in due e tre mosse. Poco prima di morire pubblicò il manuale Come si costruisce un problema di scacchi. Manuale teorico e pratico, X+413 pp., 844 diagrammi. Stampa S.S.A., Venezia, 1991.
Dal 1982 curò la rubrica problemistica della rivista Scacchi e Scienze Applicate. 
Di professione era un ostetrico ginecologo.
Due suoi problemi:
|   | a | b | c | d | e | f | g | h |   |
| 8 | b8 alfiere del nero · c8 cavallo del nero · f8 cavallo del bianco · c7 pedone del nero · a6 donna del bianco · f6 re del bianco · c5 pedone del bianco · d5 re del nero · g5 pedone del bianco · d4 pedone del bianco · e4 pedone del nero · h4 torre del bianco · c3 pedone del bianco · f3 pedone del nero · g3 torre del nero · h3 alfiere del nero | b8 alfiere del nero · c8 cavallo del nero · f8 cavallo del bianco · c7 pedone del nero · a6 donna del bianco · f6 re del bianco · c5 pedone del bianco · d5 re del nero · g5 pedone del bianco · d4 pedone del bianco · e4 pedone del nero · h4 torre del bianco · c3 pedone del bianco · f3 pedone del nero · g3 torre del nero · h3 alfiere del nero | b8 alfiere del nero · c8 cavallo del nero · f8 cavallo del bianco · c7 pedone del nero · a6 donna del bianco · f6 re del bianco · c5 pedone del bianco · d5 re del nero · g5 pedone del bianco · d4 pedone del bianco · e4 pedone del nero · h4 torre del bianco · c3 pedone del bianco · f3 pedone del nero · g3 torre del nero · h3 alfiere del nero | b8 alfiere del nero · c8 cavallo del nero · f8 cavallo del bianco · c7 pedone del nero · a6 donna del bianco · f6 re del bianco · c5 pedone del bianco · d5 re del nero · g5 pedone del bianco · d4 pedone del bianco · e4 pedone del nero · h4 torre del bianco · c3 pedone del bianco · f3 pedone del nero · g3 torre del nero · h3 alfiere del nero | b8 alfiere del nero · c8 cavallo del nero · f8 cavallo del bianco · c7 pedone del nero · a6 donna del bianco · f6 re del bianco · c5 pedone del bianco · d5 re del nero · g5 pedone del bianco · d4 pedone del bianco · e4 pedone del nero · h4 torre del bianco · c3 pedone del bianco · f3 pedone del nero · g3 torre del nero · h3 alfiere del nero | b8 alfiere del nero · c8 cavallo del nero · f8 cavallo del bianco · c7 pedone del nero · a6 donna del bianco · f6 re del bianco · c5 pedone del bianco · d5 re del nero · g5 pedone del bianco · d4 pedone del bianco · e4 pedone del nero · h4 torre del bianco · c3 pedone del bianco · f3 pedone del nero · g3 torre del nero · h3 alfiere del nero | b8 alfiere del nero · c8 cavallo del nero · f8 cavallo del bianco · c7 pedone del nero · a6 donna del bianco · f6 re del bianco · c5 pedone del bianco · d5 re del nero · g5 pedone del bianco · d4 pedone del bianco · e4 pedone del nero · h4 torre del bianco · c3 pedone del bianco · f3 pedone del nero · g3 torre del nero · h3 alfiere del nero | b8 alfiere del nero · c8 cavallo del nero · f8 cavallo del bianco · c7 pedone del nero · a6 donna del bianco · f6 re del bianco · c5 pedone del bianco · d5 re del nero · g5 pedone del bianco · d4 pedone del bianco · e4 pedone del nero · h4 torre del bianco · c3 pedone del bianco · f3 pedone del nero · g3 torre del nero · h3 alfiere del nero | 8 |
| 7 | b8 alfiere del nero · c8 cavallo del nero · f8 cavallo del bianco · c7 pedone del nero · a6 donna del bianco · f6 re del bianco · c5 pedone del bianco · d5 re del nero · g5 pedone del bianco · d4 pedone del bianco · e4 pedone del nero · h4 torre del bianco · c3 pedone del bianco · f3 pedone del nero · g3 torre del nero · h3 alfiere del nero | b8 alfiere del nero · c8 cavallo del nero · f8 cavallo del bianco · c7 pedone del nero · a6 donna del bianco · f6 re del bianco · c5 pedone del bianco · d5 re del nero · g5 pedone del bianco · d4 pedone del bianco · e4 pedone del nero · h4 torre del bianco · c3 pedone del bianco · f3 pedone del nero · g3 torre del nero · h3 alfiere del nero | b8 alfiere del nero · c8 cavallo del nero · f8 cavallo del bianco · c7 pedone del nero · a6 donna del bianco · f6 re del bianco · c5 pedone del bianco · d5 re del nero · g5 pedone del bianco · d4 pedone del bianco · e4 pedone del nero · h4 torre del bianco · c3 pedone del bianco · f3 pedone del nero · g3 torre del nero · h3 alfiere del nero | b8 alfiere del nero · c8 cavallo del nero · f8 cavallo del bianco · c7 pedone del nero · a6 donna del bianco · f6 re del bianco · c5 pedone del bianco · d5 re del nero · g5 pedone del bianco · d4 pedone del bianco · e4 pedone del nero · h4 torre del bianco · c3 pedone del bianco · f3 pedone del nero · g3 torre del nero · h3 alfiere del nero | b8 alfiere del nero · c8 cavallo del nero · f8 cavallo del bianco · c7 pedone del nero · a6 donna del bianco · f6 re del bianco · c5 pedone del bianco · d5 re del nero · g5 pedone del bianco · d4 pedone del bianco · e4 pedone del nero · h4 torre del bianco · c3 pedone del bianco · f3 pedone del nero · g3 torre del nero · h3 alfiere del nero | b8 alfiere del nero · c8 cavallo del nero · f8 cavallo del bianco · c7 pedone del nero · a6 donna del bianco · f6 re del bianco · c5 pedone del bianco · d5 re del nero · g5 pedone del bianco · d4 pedone del bianco · e4 pedone del nero · h4 torre del bianco · c3 pedone del bianco · f3 pedone del nero · g3 torre del nero · h3 alfiere del nero | b8 alfiere del nero · c8 cavallo del nero · f8 cavallo del bianco · c7 pedone del nero · a6 donna del bianco · f6 re del bianco · c5 pedone del bianco · d5 re del nero · g5 pedone del bianco · d4 pedone del bianco · e4 pedone del nero · h4 torre del bianco · c3 pedone del bianco · f3 pedone del nero · g3 torre del nero · h3 alfiere del nero | b8 alfiere del nero · c8 cavallo del nero · f8 cavallo del bianco · c7 pedone del nero · a6 donna del bianco · f6 re del bianco · c5 pedone del bianco · d5 re del nero · g5 pedone del bianco · d4 pedone del bianco · e4 pedone del nero · h4 torre del bianco · c3 pedone del bianco · f3 pedone del nero · g3 torre del nero · h3 alfiere del nero | 7 |
| 6 | b8 alfiere del nero · c8 cavallo del nero · f8 cavallo del bianco · c7 pedone del nero · a6 donna del bianco · f6 re del bianco · c5 pedone del bianco · d5 re del nero · g5 pedone del bianco · d4 pedone del bianco · e4 pedone del nero · h4 torre del bianco · c3 pedone del bianco · f3 pedone del nero · g3 torre del nero · h3 alfiere del nero | b8 alfiere del nero · c8 cavallo del nero · f8 cavallo del bianco · c7 pedone del nero · a6 donna del bianco · f6 re del bianco · c5 pedone del bianco · d5 re del nero · g5 pedone del bianco · d4 pedone del bianco · e4 pedone del nero · h4 torre del bianco · c3 pedone del bianco · f3 pedone del nero · g3 torre del nero · h3 alfiere del nero | b8 alfiere del nero · c8 cavallo del nero · f8 cavallo del bianco · c7 pedone del nero · a6 donna del bianco · f6 re del bianco · c5 pedone del bianco · d5 re del nero · g5 pedone del bianco · d4 pedone del bianco · e4 pedone del nero · h4 torre del bianco · c3 pedone del bianco · f3 pedone del nero · g3 torre del nero · h3 alfiere del nero | b8 alfiere del nero · c8 cavallo del nero · f8 cavallo del bianco · c7 pedone del nero · a6 donna del bianco · f6 re del bianco · c5 pedone del bianco · d5 re del nero · g5 pedone del bianco · d4 pedone del bianco · e4 pedone del nero · h4 torre del bianco · c3 pedone del bianco · f3 pedone del nero · g3 torre del nero · h3 alfiere del nero | b8 alfiere del nero · c8 cavallo del nero · f8 cavallo del bianco · c7 pedone del nero · a6 donna del bianco · f6 re del bianco · c5 pedone del bianco · d5 re del nero · g5 pedone del bianco · d4 pedone del bianco · e4 pedone del nero · h4 torre del bianco · c3 pedone del bianco · f3 pedone del nero · g3 torre del nero · h3 alfiere del nero | b8 alfiere del nero · c8 cavallo del nero · f8 cavallo del bianco · c7 pedone del nero · a6 donna del bianco · f6 re del bianco · c5 pedone del bianco · d5 re del nero · g5 pedone del bianco · d4 pedone del bianco · e4 pedone del nero · h4 torre del bianco · c3 pedone del bianco · f3 pedone del nero · g3 torre del nero · h3 alfiere del nero | b8 alfiere del nero · c8 cavallo del nero · f8 cavallo del bianco · c7 pedone del nero · a6 donna del bianco · f6 re del bianco · c5 pedone del bianco · d5 re del nero · g5 pedone del bianco · d4 pedone del bianco · e4 pedone del nero · h4 torre del bianco · c3 pedone del bianco · f3 pedone del nero · g3 torre del nero · h3 alfiere del nero | b8 alfiere del nero · c8 cavallo del nero · f8 cavallo del bianco · c7 pedone del nero · a6 donna del bianco · f6 re del bianco · c5 pedone del bianco · d5 re del nero · g5 pedone del bianco · d4 pedone del bianco · e4 pedone del nero · h4 torre del bianco · c3 pedone del bianco · f3 pedone del nero · g3 torre del nero · h3 alfiere del nero | 6 |
| 5 | b8 alfiere del nero · c8 cavallo del nero · f8 cavallo del bianco · c7 pedone del nero · a6 donna del bianco · f6 re del bianco · c5 pedone del bianco · d5 re del nero · g5 pedone del bianco · d4 pedone del bianco · e4 pedone del nero · h4 torre del bianco · c3 pedone del bianco · f3 pedone del nero · g3 torre del nero · h3 alfiere del nero | b8 alfiere del nero · c8 cavallo del nero · f8 cavallo del bianco · c7 pedone del nero · a6 donna del bianco · f6 re del bianco · c5 pedone del bianco · d5 re del nero · g5 pedone del bianco · d4 pedone del bianco · e4 pedone del nero · h4 torre del bianco · c3 pedone del bianco · f3 pedone del nero · g3 torre del nero · h3 alfiere del nero | b8 alfiere del nero · c8 cavallo del nero · f8 cavallo del bianco · c7 pedone del nero · a6 donna del bianco · f6 re del bianco · c5 pedone del bianco · d5 re del nero · g5 pedone del bianco · d4 pedone del bianco · e4 pedone del nero · h4 torre del bianco · c3 pedone del bianco · f3 pedone del nero · g3 torre del nero · h3 alfiere del nero | b8 alfiere del nero · c8 cavallo del nero · f8 cavallo del bianco · c7 pedone del nero · a6 donna del bianco · f6 re del bianco · c5 pedone del bianco · d5 re del nero · g5 pedone del bianco · d4 pedone del bianco · e4 pedone del nero · h4 torre del bianco · c3 pedone del bianco · f3 pedone del nero · g3 torre del nero · h3 alfiere del nero | b8 alfiere del nero · c8 cavallo del nero · f8 cavallo del bianco · c7 pedone del nero · a6 donna del bianco · f6 re del bianco · c5 pedone del bianco · d5 re del nero · g5 pedone del bianco · d4 pedone del bianco · e4 pedone del nero · h4 torre del bianco · c3 pedone del bianco · f3 pedone del nero · g3 torre del nero · h3 alfiere del nero | b8 alfiere del nero · c8 cavallo del nero · f8 cavallo del bianco · c7 pedone del nero · a6 donna del bianco · f6 re del bianco · c5 pedone del bianco · d5 re del nero · g5 pedone del bianco · d4 pedone del bianco · e4 pedone del nero · h4 torre del bianco · c3 pedone del bianco · f3 pedone del nero · g3 torre del nero · h3 alfiere del nero | b8 alfiere del nero · c8 cavallo del nero · f8 cavallo del bianco · c7 pedone del nero · a6 donna del bianco · f6 re del bianco · c5 pedone del bianco · d5 re del nero · g5 pedone del bianco · d4 pedone del bianco · e4 pedone del nero · h4 torre del bianco · c3 pedone del bianco · f3 pedone del nero · g3 torre del nero · h3 alfiere del nero | b8 alfiere del nero · c8 cavallo del nero · f8 cavallo del bianco · c7 pedone del nero · a6 donna del bianco · f6 re del bianco · c5 pedone del bianco · d5 re del nero · g5 pedone del bianco · d4 pedone del bianco · e4 pedone del nero · h4 torre del bianco · c3 pedone del bianco · f3 pedone del nero · g3 torre del nero · h3 alfiere del nero | 5 |
| 4 | b8 alfiere del nero · c8 cavallo del nero · f8 cavallo del bianco · c7 pedone del nero · a6 donna del bianco · f6 re del bianco · c5 pedone del bianco · d5 re del nero · g5 pedone del bianco · d4 pedone del bianco · e4 pedone del nero · h4 torre del bianco · c3 pedone del bianco · f3 pedone del nero · g3 torre del nero · h3 alfiere del nero | b8 alfiere del nero · c8 cavallo del nero · f8 cavallo del bianco · c7 pedone del nero · a6 donna del bianco · f6 re del bianco · c5 pedone del bianco · d5 re del nero · g5 pedone del bianco · d4 pedone del bianco · e4 pedone del nero · h4 torre del bianco · c3 pedone del bianco · f3 pedone del nero · g3 torre del nero · h3 alfiere del nero | b8 alfiere del nero · c8 cavallo del nero · f8 cavallo del bianco · c7 pedone del nero · a6 donna del bianco · f6 re del bianco · c5 pedone del bianco · d5 re del nero · g5 pedone del bianco · d4 pedone del bianco · e4 pedone del nero · h4 torre del bianco · c3 pedone del bianco · f3 pedone del nero · g3 torre del nero · h3 alfiere del nero | b8 alfiere del nero · c8 cavallo del nero · f8 cavallo del bianco · c7 pedone del nero · a6 donna del bianco · f6 re del bianco · c5 pedone del bianco · d5 re del nero · g5 pedone del bianco · d4 pedone del bianco · e4 pedone del nero · h4 torre del bianco · c3 pedone del bianco · f3 pedone del nero · g3 torre del nero · h3 alfiere del nero | b8 alfiere del nero · c8 cavallo del nero · f8 cavallo del bianco · c7 pedone del nero · a6 donna del bianco · f6 re del bianco · c5 pedone del bianco · d5 re del nero · g5 pedone del bianco · d4 pedone del bianco · e4 pedone del nero · h4 torre del bianco · c3 pedone del bianco · f3 pedone del nero · g3 torre del nero · h3 alfiere del nero | b8 alfiere del nero · c8 cavallo del nero · f8 cavallo del bianco · c7 pedone del nero · a6 donna del bianco · f6 re del bianco · c5 pedone del bianco · d5 re del nero · g5 pedone del bianco · d4 pedone del bianco · e4 pedone del nero · h4 torre del bianco · c3 pedone del bianco · f3 pedone del nero · g3 torre del nero · h3 alfiere del nero | b8 alfiere del nero · c8 cavallo del nero · f8 cavallo del bianco · c7 pedone del nero · a6 donna del bianco · f6 re del bianco · c5 pedone del bianco · d5 re del nero · g5 pedone del bianco · d4 pedone del bianco · e4 pedone del nero · h4 torre del bianco · c3 pedone del bianco · f3 pedone del nero · g3 torre del nero · h3 alfiere del nero | b8 alfiere del nero · c8 cavallo del nero · f8 cavallo del bianco · c7 pedone del nero · a6 donna del bianco · f6 re del bianco · c5 pedone del bianco · d5 re del nero · g5 pedone del bianco · d4 pedone del bianco · e4 pedone del nero · h4 torre del bianco · c3 pedone del bianco · f3 pedone del nero · g3 torre del nero · h3 alfiere del nero | 4 |
| 3 | b8 alfiere del nero · c8 cavallo del nero · f8 cavallo del bianco · c7 pedone del nero · a6 donna del bianco · f6 re del bianco · c5 pedone del bianco · d5 re del nero · g5 pedone del bianco · d4 pedone del bianco · e4 pedone del nero · h4 torre del bianco · c3 pedone del bianco · f3 pedone del nero · g3 torre del nero · h3 alfiere del nero | b8 alfiere del nero · c8 cavallo del nero · f8 cavallo del bianco · c7 pedone del nero · a6 donna del bianco · f6 re del bianco · c5 pedone del bianco · d5 re del nero · g5 pedone del bianco · d4 pedone del bianco · e4 pedone del nero · h4 torre del bianco · c3 pedone del bianco · f3 pedone del nero · g3 torre del nero · h3 alfiere del nero | b8 alfiere del nero · c8 cavallo del nero · f8 cavallo del bianco · c7 pedone del nero · a6 donna del bianco · f6 re del bianco · c5 pedone del bianco · d5 re del nero · g5 pedone del bianco · d4 pedone del bianco · e4 pedone del nero · h4 torre del bianco · c3 pedone del bianco · f3 pedone del nero · g3 torre del nero · h3 alfiere del nero | b8 alfiere del nero · c8 cavallo del nero · f8 cavallo del bianco · c7 pedone del nero · a6 donna del bianco · f6 re del bianco · c5 pedone del bianco · d5 re del nero · g5 pedone del bianco · d4 pedone del bianco · e4 pedone del nero · h4 torre del bianco · c3 pedone del bianco · f3 pedone del nero · g3 torre del nero · h3 alfiere del nero | b8 alfiere del nero · c8 cavallo del nero · f8 cavallo del bianco · c7 pedone del nero · a6 donna del bianco · f6 re del bianco · c5 pedone del bianco · d5 re del nero · g5 pedone del bianco · d4 pedone del bianco · e4 pedone del nero · h4 torre del bianco · c3 pedone del bianco · f3 pedone del nero · g3 torre del nero · h3 alfiere del nero | b8 alfiere del nero · c8 cavallo del nero · f8 cavallo del bianco · c7 pedone del nero · a6 donna del bianco · f6 re del bianco · c5 pedone del bianco · d5 re del nero · g5 pedone del bianco · d4 pedone del bianco · e4 pedone del nero · h4 torre del bianco · c3 pedone del bianco · f3 pedone del nero · g3 torre del nero · h3 alfiere del nero | b8 alfiere del nero · c8 cavallo del nero · f8 cavallo del bianco · c7 pedone del nero · a6 donna del bianco · f6 re del bianco · c5 pedone del bianco · d5 re del nero · g5 pedone del bianco · d4 pedone del bianco · e4 pedone del nero · h4 torre del bianco · c3 pedone del bianco · f3 pedone del nero · g3 torre del nero · h3 alfiere del nero | b8 alfiere del nero · c8 cavallo del nero · f8 cavallo del bianco · c7 pedone del nero · a6 donna del bianco · f6 re del bianco · c5 pedone del bianco · d5 re del nero · g5 pedone del bianco · d4 pedone del bianco · e4 pedone del nero · h4 torre del bianco · c3 pedone del bianco · f3 pedone del nero · g3 torre del nero · h3 alfiere del nero | 3 |
| 2 | b8 alfiere del nero · c8 cavallo del nero · f8 cavallo del bianco · c7 pedone del nero · a6 donna del bianco · f6 re del bianco · c5 pedone del bianco · d5 re del nero · g5 pedone del bianco · d4 pedone del bianco · e4 pedone del nero · h4 torre del bianco · c3 pedone del bianco · f3 pedone del nero · g3 torre del nero · h3 alfiere del nero | b8 alfiere del nero · c8 cavallo del nero · f8 cavallo del bianco · c7 pedone del nero · a6 donna del bianco · f6 re del bianco · c5 pedone del bianco · d5 re del nero · g5 pedone del bianco · d4 pedone del bianco · e4 pedone del nero · h4 torre del bianco · c3 pedone del bianco · f3 pedone del nero · g3 torre del nero · h3 alfiere del nero | b8 alfiere del nero · c8 cavallo del nero · f8 cavallo del bianco · c7 pedone del nero · a6 donna del bianco · f6 re del bianco · c5 pedone del bianco · d5 re del nero · g5 pedone del bianco · d4 pedone del bianco · e4 pedone del nero · h4 torre del bianco · c3 pedone del bianco · f3 pedone del nero · g3 torre del nero · h3 alfiere del nero | b8 alfiere del nero · c8 cavallo del nero · f8 cavallo del bianco · c7 pedone del nero · a6 donna del bianco · f6 re del bianco · c5 pedone del bianco · d5 re del nero · g5 pedone del bianco · d4 pedone del bianco · e4 pedone del nero · h4 torre del bianco · c3 pedone del bianco · f3 pedone del nero · g3 torre del nero · h3 alfiere del nero | b8 alfiere del nero · c8 cavallo del nero · f8 cavallo del bianco · c7 pedone del nero · a6 donna del bianco · f6 re del bianco · c5 pedone del bianco · d5 re del nero · g5 pedone del bianco · d4 pedone del bianco · e4 pedone del nero · h4 torre del bianco · c3 pedone del bianco · f3 pedone del nero · g3 torre del nero · h3 alfiere del nero | b8 alfiere del nero · c8 cavallo del nero · f8 cavallo del bianco · c7 pedone del nero · a6 donna del bianco · f6 re del bianco · c5 pedone del bianco · d5 re del nero · g5 pedone del bianco · d4 pedone del bianco · e4 pedone del nero · h4 torre del bianco · c3 pedone del bianco · f3 pedone del nero · g3 torre del nero · h3 alfiere del nero | b8 alfiere del nero · c8 cavallo del nero · f8 cavallo del bianco · c7 pedone del nero · a6 donna del bianco · f6 re del bianco · c5 pedone del bianco · d5 re del nero · g5 pedone del bianco · d4 pedone del bianco · e4 pedone del nero · h4 torre del bianco · c3 pedone del bianco · f3 pedone del nero · g3 torre del nero · h3 alfiere del nero | b8 alfiere del nero · c8 cavallo del nero · f8 cavallo del bianco · c7 pedone del nero · a6 donna del bianco · f6 re del bianco · c5 pedone del bianco · d5 re del nero · g5 pedone del bianco · d4 pedone del bianco · e4 pedone del nero · h4 torre del bianco · c3 pedone del bianco · f3 pedone del nero · g3 torre del nero · h3 alfiere del nero | 2 |
| 1 | b8 alfiere del nero · c8 cavallo del nero · f8 cavallo del bianco · c7 pedone del nero · a6 donna del bianco · f6 re del bianco · c5 pedone del bianco · d5 re del nero · g5 pedone del bianco · d4 pedone del bianco · e4 pedone del nero · h4 torre del bianco · c3 pedone del bianco · f3 pedone del nero · g3 torre del nero · h3 alfiere del nero | b8 alfiere del nero · c8 cavallo del nero · f8 cavallo del bianco · c7 pedone del nero · a6 donna del bianco · f6 re del bianco · c5 pedone del bianco · d5 re del nero · g5 pedone del bianco · d4 pedone del bianco · e4 pedone del nero · h4 torre del bianco · c3 pedone del bianco · f3 pedone del nero · g3 torre del nero · h3 alfiere del nero | b8 alfiere del nero · c8 cavallo del nero · f8 cavallo del bianco · c7 pedone del nero · a6 donna del bianco · f6 re del bianco · c5 pedone del bianco · d5 re del nero · g5 pedone del bianco · d4 pedone del bianco · e4 pedone del nero · h4 torre del bianco · c3 pedone del bianco · f3 pedone del nero · g3 torre del nero · h3 alfiere del nero | b8 alfiere del nero · c8 cavallo del nero · f8 cavallo del bianco · c7 pedone del nero · a6 donna del bianco · f6 re del bianco · c5 pedone del bianco · d5 re del nero · g5 pedone del bianco · d4 pedone del bianco · e4 pedone del nero · h4 torre del bianco · c3 pedone del bianco · f3 pedone del nero · g3 torre del nero · h3 alfiere del nero | b8 alfiere del nero · c8 cavallo del nero · f8 cavallo del bianco · c7 pedone del nero · a6 donna del bianco · f6 re del bianco · c5 pedone del bianco · d5 re del nero · g5 pedone del bianco · d4 pedone del bianco · e4 pedone del nero · h4 torre del bianco · c3 pedone del bianco · f3 pedone del nero · g3 torre del nero · h3 alfiere del nero | b8 alfiere del nero · c8 cavallo del nero · f8 cavallo del bianco · c7 pedone del nero · a6 donna del bianco · f6 re del bianco · c5 pedone del bianco · d5 re del nero · g5 pedone del bianco · d4 pedone del bianco · e4 pedone del nero · h4 torre del bianco · c3 pedone del bianco · f3 pedone del nero · g3 torre del nero · h3 alfiere del nero | b8 alfiere del nero · c8 cavallo del nero · f8 cavallo del bianco · c7 pedone del nero · a6 donna del bianco · f6 re del bianco · c5 pedone del bianco · d5 re del nero · g5 pedone del bianco · d4 pedone del bianco · e4 pedone del nero · h4 torre del bianco · c3 pedone del bianco · f3 pedone del nero · g3 torre del nero · h3 alfiere del nero | b8 alfiere del nero · c8 cavallo del nero · f8 cavallo del bianco · c7 pedone del nero · a6 donna del bianco · f6 re del bianco · c5 pedone del bianco · d5 re del nero · g5 pedone del bianco · d4 pedone del bianco · e4 pedone del nero · h4 torre del bianco · c3 pedone del bianco · f3 pedone del nero · g3 torre del nero · h3 alfiere del nero | 1 |
|   | a | b | c | d | e | f | g | h |   |

Soluzione:
Chiave: 1. Cg6 ! (min. 2. Cf4#)
1... c6 2. Da2#

1... Tg4 2. De6#

1... Cb6 2. Ce7#

|   | a | b | c | d | e | f | g | h |   |
| 8 | a8 alfiere del bianco · d8 donna del bianco · a7 cavallo del nero · f7 pedone del nero · g7 cavallo del bianco · c6 torre del nero · e6 pedone del nero · f6 pedone del nero · h6 re del bianco · a5 pedone del bianco · e5 re del nero · f5 cavallo del bianco · g5 pedone del nero · h5 alfiere del nero · c4 pedone del bianco · f4 pedone del nero · b3 torre del bianco · f3 cavallo del nero · h3 torre del bianco · f2 pedone del bianco · g2 pedone del nero · g1 alfiere del nero | a8 alfiere del bianco · d8 donna del bianco · a7 cavallo del nero · f7 pedone del nero · g7 cavallo del bianco · c6 torre del nero · e6 pedone del nero · f6 pedone del nero · h6 re del bianco · a5 pedone del bianco · e5 re del nero · f5 cavallo del bianco · g5 pedone del nero · h5 alfiere del nero · c4 pedone del bianco · f4 pedone del nero · b3 torre del bianco · f3 cavallo del nero · h3 torre del bianco · f2 pedone del bianco · g2 pedone del nero · g1 alfiere del nero | a8 alfiere del bianco · d8 donna del bianco · a7 cavallo del nero · f7 pedone del nero · g7 cavallo del bianco · c6 torre del nero · e6 pedone del nero · f6 pedone del nero · h6 re del bianco · a5 pedone del bianco · e5 re del nero · f5 cavallo del bianco · g5 pedone del nero · h5 alfiere del nero · c4 pedone del bianco · f4 pedone del nero · b3 torre del bianco · f3 cavallo del nero · h3 torre del bianco · f2 pedone del bianco · g2 pedone del nero · g1 alfiere del nero | a8 alfiere del bianco · d8 donna del bianco · a7 cavallo del nero · f7 pedone del nero · g7 cavallo del bianco · c6 torre del nero · e6 pedone del nero · f6 pedone del nero · h6 re del bianco · a5 pedone del bianco · e5 re del nero · f5 cavallo del bianco · g5 pedone del nero · h5 alfiere del nero · c4 pedone del bianco · f4 pedone del nero · b3 torre del bianco · f3 cavallo del nero · h3 torre del bianco · f2 pedone del bianco · g2 pedone del nero · g1 alfiere del nero | a8 alfiere del bianco · d8 donna del bianco · a7 cavallo del nero · f7 pedone del nero · g7 cavallo del bianco · c6 torre del nero · e6 pedone del nero · f6 pedone del nero · h6 re del bianco · a5 pedone del bianco · e5 re del nero · f5 cavallo del bianco · g5 pedone del nero · h5 alfiere del nero · c4 pedone del bianco · f4 pedone del nero · b3 torre del bianco · f3 cavallo del nero · h3 torre del bianco · f2 pedone del bianco · g2 pedone del nero · g1 alfiere del nero | a8 alfiere del bianco · d8 donna del bianco · a7 cavallo del nero · f7 pedone del nero · g7 cavallo del bianco · c6 torre del nero · e6 pedone del nero · f6 pedone del nero · h6 re del bianco · a5 pedone del bianco · e5 re del nero · f5 cavallo del bianco · g5 pedone del nero · h5 alfiere del nero · c4 pedone del bianco · f4 pedone del nero · b3 torre del bianco · f3 cavallo del nero · h3 torre del bianco · f2 pedone del bianco · g2 pedone del nero · g1 alfiere del nero | a8 alfiere del bianco · d8 donna del bianco · a7 cavallo del nero · f7 pedone del nero · g7 cavallo del bianco · c6 torre del nero · e6 pedone del nero · f6 pedone del nero · h6 re del bianco · a5 pedone del bianco · e5 re del nero · f5 cavallo del bianco · g5 pedone del nero · h5 alfiere del nero · c4 pedone del bianco · f4 pedone del nero · b3 torre del bianco · f3 cavallo del nero · h3 torre del bianco · f2 pedone del bianco · g2 pedone del nero · g1 alfiere del nero | a8 alfiere del bianco · d8 donna del bianco · a7 cavallo del nero · f7 pedone del nero · g7 cavallo del bianco · c6 torre del nero · e6 pedone del nero · f6 pedone del nero · h6 re del bianco · a5 pedone del bianco · e5 re del nero · f5 cavallo del bianco · g5 pedone del nero · h5 alfiere del nero · c4 pedone del bianco · f4 pedone del nero · b3 torre del bianco · f3 cavallo del nero · h3 torre del bianco · f2 pedone del bianco · g2 pedone del nero · g1 alfiere del nero | 8 |
| 7 | a8 alfiere del bianco · d8 donna del bianco · a7 cavallo del nero · f7 pedone del nero · g7 cavallo del bianco · c6 torre del nero · e6 pedone del nero · f6 pedone del nero · h6 re del bianco · a5 pedone del bianco · e5 re del nero · f5 cavallo del bianco · g5 pedone del nero · h5 alfiere del nero · c4 pedone del bianco · f4 pedone del nero · b3 torre del bianco · f3 cavallo del nero · h3 torre del bianco · f2 pedone del bianco · g2 pedone del nero · g1 alfiere del nero | a8 alfiere del bianco · d8 donna del bianco · a7 cavallo del nero · f7 pedone del nero · g7 cavallo del bianco · c6 torre del nero · e6 pedone del nero · f6 pedone del nero · h6 re del bianco · a5 pedone del bianco · e5 re del nero · f5 cavallo del bianco · g5 pedone del nero · h5 alfiere del nero · c4 pedone del bianco · f4 pedone del nero · b3 torre del bianco · f3 cavallo del nero · h3 torre del bianco · f2 pedone del bianco · g2 pedone del nero · g1 alfiere del nero | a8 alfiere del bianco · d8 donna del bianco · a7 cavallo del nero · f7 pedone del nero · g7 cavallo del bianco · c6 torre del nero · e6 pedone del nero · f6 pedone del nero · h6 re del bianco · a5 pedone del bianco · e5 re del nero · f5 cavallo del bianco · g5 pedone del nero · h5 alfiere del nero · c4 pedone del bianco · f4 pedone del nero · b3 torre del bianco · f3 cavallo del nero · h3 torre del bianco · f2 pedone del bianco · g2 pedone del nero · g1 alfiere del nero | a8 alfiere del bianco · d8 donna del bianco · a7 cavallo del nero · f7 pedone del nero · g7 cavallo del bianco · c6 torre del nero · e6 pedone del nero · f6 pedone del nero · h6 re del bianco · a5 pedone del bianco · e5 re del nero · f5 cavallo del bianco · g5 pedone del nero · h5 alfiere del nero · c4 pedone del bianco · f4 pedone del nero · b3 torre del bianco · f3 cavallo del nero · h3 torre del bianco · f2 pedone del bianco · g2 pedone del nero · g1 alfiere del nero | a8 alfiere del bianco · d8 donna del bianco · a7 cavallo del nero · f7 pedone del nero · g7 cavallo del bianco · c6 torre del nero · e6 pedone del nero · f6 pedone del nero · h6 re del bianco · a5 pedone del bianco · e5 re del nero · f5 cavallo del bianco · g5 pedone del nero · h5 alfiere del nero · c4 pedone del bianco · f4 pedone del nero · b3 torre del bianco · f3 cavallo del nero · h3 torre del bianco · f2 pedone del bianco · g2 pedone del nero · g1 alfiere del nero | a8 alfiere del bianco · d8 donna del bianco · a7 cavallo del nero · f7 pedone del nero · g7 cavallo del bianco · c6 torre del nero · e6 pedone del nero · f6 pedone del nero · h6 re del bianco · a5 pedone del bianco · e5 re del nero · f5 cavallo del bianco · g5 pedone del nero · h5 alfiere del nero · c4 pedone del bianco · f4 pedone del nero · b3 torre del bianco · f3 cavallo del nero · h3 torre del bianco · f2 pedone del bianco · g2 pedone del nero · g1 alfiere del nero | a8 alfiere del bianco · d8 donna del bianco · a7 cavallo del nero · f7 pedone del nero · g7 cavallo del bianco · c6 torre del nero · e6 pedone del nero · f6 pedone del nero · h6 re del bianco · a5 pedone del bianco · e5 re del nero · f5 cavallo del bianco · g5 pedone del nero · h5 alfiere del nero · c4 pedone del bianco · f4 pedone del nero · b3 torre del bianco · f3 cavallo del nero · h3 torre del bianco · f2 pedone del bianco · g2 pedone del nero · g1 alfiere del nero | a8 alfiere del bianco · d8 donna del bianco · a7 cavallo del nero · f7 pedone del nero · g7 cavallo del bianco · c6 torre del nero · e6 pedone del nero · f6 pedone del nero · h6 re del bianco · a5 pedone del bianco · e5 re del nero · f5 cavallo del bianco · g5 pedone del nero · h5 alfiere del nero · c4 pedone del bianco · f4 pedone del nero · b3 torre del bianco · f3 cavallo del nero · h3 torre del bianco · f2 pedone del bianco · g2 pedone del nero · g1 alfiere del nero | 7 |
| 6 | a8 alfiere del bianco · d8 donna del bianco · a7 cavallo del nero · f7 pedone del nero · g7 cavallo del bianco · c6 torre del nero · e6 pedone del nero · f6 pedone del nero · h6 re del bianco · a5 pedone del bianco · e5 re del nero · f5 cavallo del bianco · g5 pedone del nero · h5 alfiere del nero · c4 pedone del bianco · f4 pedone del nero · b3 torre del bianco · f3 cavallo del nero · h3 torre del bianco · f2 pedone del bianco · g2 pedone del nero · g1 alfiere del nero | a8 alfiere del bianco · d8 donna del bianco · a7 cavallo del nero · f7 pedone del nero · g7 cavallo del bianco · c6 torre del nero · e6 pedone del nero · f6 pedone del nero · h6 re del bianco · a5 pedone del bianco · e5 re del nero · f5 cavallo del bianco · g5 pedone del nero · h5 alfiere del nero · c4 pedone del bianco · f4 pedone del nero · b3 torre del bianco · f3 cavallo del nero · h3 torre del bianco · f2 pedone del bianco · g2 pedone del nero · g1 alfiere del nero | a8 alfiere del bianco · d8 donna del bianco · a7 cavallo del nero · f7 pedone del nero · g7 cavallo del bianco · c6 torre del nero · e6 pedone del nero · f6 pedone del nero · h6 re del bianco · a5 pedone del bianco · e5 re del nero · f5 cavallo del bianco · g5 pedone del nero · h5 alfiere del nero · c4 pedone del bianco · f4 pedone del nero · b3 torre del bianco · f3 cavallo del nero · h3 torre del bianco · f2 pedone del bianco · g2 pedone del nero · g1 alfiere del nero | a8 alfiere del bianco · d8 donna del bianco · a7 cavallo del nero · f7 pedone del nero · g7 cavallo del bianco · c6 torre del nero · e6 pedone del nero · f6 pedone del nero · h6 re del bianco · a5 pedone del bianco · e5 re del nero · f5 cavallo del bianco · g5 pedone del nero · h5 alfiere del nero · c4 pedone del bianco · f4 pedone del nero · b3 torre del bianco · f3 cavallo del nero · h3 torre del bianco · f2 pedone del bianco · g2 pedone del nero · g1 alfiere del nero | a8 alfiere del bianco · d8 donna del bianco · a7 cavallo del nero · f7 pedone del nero · g7 cavallo del bianco · c6 torre del nero · e6 pedone del nero · f6 pedone del nero · h6 re del bianco · a5 pedone del bianco · e5 re del nero · f5 cavallo del bianco · g5 pedone del nero · h5 alfiere del nero · c4 pedone del bianco · f4 pedone del nero · b3 torre del bianco · f3 cavallo del nero · h3 torre del bianco · f2 pedone del bianco · g2 pedone del nero · g1 alfiere del nero | a8 alfiere del bianco · d8 donna del bianco · a7 cavallo del nero · f7 pedone del nero · g7 cavallo del bianco · c6 torre del nero · e6 pedone del nero · f6 pedone del nero · h6 re del bianco · a5 pedone del bianco · e5 re del nero · f5 cavallo del bianco · g5 pedone del nero · h5 alfiere del nero · c4 pedone del bianco · f4 pedone del nero · b3 torre del bianco · f3 cavallo del nero · h3 torre del bianco · f2 pedone del bianco · g2 pedone del nero · g1 alfiere del nero | a8 alfiere del bianco · d8 donna del bianco · a7 cavallo del nero · f7 pedone del nero · g7 cavallo del bianco · c6 torre del nero · e6 pedone del nero · f6 pedone del nero · h6 re del bianco · a5 pedone del bianco · e5 re del nero · f5 cavallo del bianco · g5 pedone del nero · h5 alfiere del nero · c4 pedone del bianco · f4 pedone del nero · b3 torre del bianco · f3 cavallo del nero · h3 torre del bianco · f2 pedone del bianco · g2 pedone del nero · g1 alfiere del nero | a8 alfiere del bianco · d8 donna del bianco · a7 cavallo del nero · f7 pedone del nero · g7 cavallo del bianco · c6 torre del nero · e6 pedone del nero · f6 pedone del nero · h6 re del bianco · a5 pedone del bianco · e5 re del nero · f5 cavallo del bianco · g5 pedone del nero · h5 alfiere del nero · c4 pedone del bianco · f4 pedone del nero · b3 torre del bianco · f3 cavallo del nero · h3 torre del bianco · f2 pedone del bianco · g2 pedone del nero · g1 alfiere del nero | 6 |
| 5 | a8 alfiere del bianco · d8 donna del bianco · a7 cavallo del nero · f7 pedone del nero · g7 cavallo del bianco · c6 torre del nero · e6 pedone del nero · f6 pedone del nero · h6 re del bianco · a5 pedone del bianco · e5 re del nero · f5 cavallo del bianco · g5 pedone del nero · h5 alfiere del nero · c4 pedone del bianco · f4 pedone del nero · b3 torre del bianco · f3 cavallo del nero · h3 torre del bianco · f2 pedone del bianco · g2 pedone del nero · g1 alfiere del nero | a8 alfiere del bianco · d8 donna del bianco · a7 cavallo del nero · f7 pedone del nero · g7 cavallo del bianco · c6 torre del nero · e6 pedone del nero · f6 pedone del nero · h6 re del bianco · a5 pedone del bianco · e5 re del nero · f5 cavallo del bianco · g5 pedone del nero · h5 alfiere del nero · c4 pedone del bianco · f4 pedone del nero · b3 torre del bianco · f3 cavallo del nero · h3 torre del bianco · f2 pedone del bianco · g2 pedone del nero · g1 alfiere del nero | a8 alfiere del bianco · d8 donna del bianco · a7 cavallo del nero · f7 pedone del nero · g7 cavallo del bianco · c6 torre del nero · e6 pedone del nero · f6 pedone del nero · h6 re del bianco · a5 pedone del bianco · e5 re del nero · f5 cavallo del bianco · g5 pedone del nero · h5 alfiere del nero · c4 pedone del bianco · f4 pedone del nero · b3 torre del bianco · f3 cavallo del nero · h3 torre del bianco · f2 pedone del bianco · g2 pedone del nero · g1 alfiere del nero | a8 alfiere del bianco · d8 donna del bianco · a7 cavallo del nero · f7 pedone del nero · g7 cavallo del bianco · c6 torre del nero · e6 pedone del nero · f6 pedone del nero · h6 re del bianco · a5 pedone del bianco · e5 re del nero · f5 cavallo del bianco · g5 pedone del nero · h5 alfiere del nero · c4 pedone del bianco · f4 pedone del nero · b3 torre del bianco · f3 cavallo del nero · h3 torre del bianco · f2 pedone del bianco · g2 pedone del nero · g1 alfiere del nero | a8 alfiere del bianco · d8 donna del bianco · a7 cavallo del nero · f7 pedone del nero · g7 cavallo del bianco · c6 torre del nero · e6 pedone del nero · f6 pedone del nero · h6 re del bianco · a5 pedone del bianco · e5 re del nero · f5 cavallo del bianco · g5 pedone del nero · h5 alfiere del nero · c4 pedone del bianco · f4 pedone del nero · b3 torre del bianco · f3 cavallo del nero · h3 torre del bianco · f2 pedone del bianco · g2 pedone del nero · g1 alfiere del nero | a8 alfiere del bianco · d8 donna del bianco · a7 cavallo del nero · f7 pedone del nero · g7 cavallo del bianco · c6 torre del nero · e6 pedone del nero · f6 pedone del nero · h6 re del bianco · a5 pedone del bianco · e5 re del nero · f5 cavallo del bianco · g5 pedone del nero · h5 alfiere del nero · c4 pedone del bianco · f4 pedone del nero · b3 torre del bianco · f3 cavallo del nero · h3 torre del bianco · f2 pedone del bianco · g2 pedone del nero · g1 alfiere del nero | a8 alfiere del bianco · d8 donna del bianco · a7 cavallo del nero · f7 pedone del nero · g7 cavallo del bianco · c6 torre del nero · e6 pedone del nero · f6 pedone del nero · h6 re del bianco · a5 pedone del bianco · e5 re del nero · f5 cavallo del bianco · g5 pedone del nero · h5 alfiere del nero · c4 pedone del bianco · f4 pedone del nero · b3 torre del bianco · f3 cavallo del nero · h3 torre del bianco · f2 pedone del bianco · g2 pedone del nero · g1 alfiere del nero | a8 alfiere del bianco · d8 donna del bianco · a7 cavallo del nero · f7 pedone del nero · g7 cavallo del bianco · c6 torre del nero · e6 pedone del nero · f6 pedone del nero · h6 re del bianco · a5 pedone del bianco · e5 re del nero · f5 cavallo del bianco · g5 pedone del nero · h5 alfiere del nero · c4 pedone del bianco · f4 pedone del nero · b3 torre del bianco · f3 cavallo del nero · h3 torre del bianco · f2 pedone del bianco · g2 pedone del nero · g1 alfiere del nero | 5 |
| 4 | a8 alfiere del bianco · d8 donna del bianco · a7 cavallo del nero · f7 pedone del nero · g7 cavallo del bianco · c6 torre del nero · e6 pedone del nero · f6 pedone del nero · h6 re del bianco · a5 pedone del bianco · e5 re del nero · f5 cavallo del bianco · g5 pedone del nero · h5 alfiere del nero · c4 pedone del bianco · f4 pedone del nero · b3 torre del bianco · f3 cavallo del nero · h3 torre del bianco · f2 pedone del bianco · g2 pedone del nero · g1 alfiere del nero | a8 alfiere del bianco · d8 donna del bianco · a7 cavallo del nero · f7 pedone del nero · g7 cavallo del bianco · c6 torre del nero · e6 pedone del nero · f6 pedone del nero · h6 re del bianco · a5 pedone del bianco · e5 re del nero · f5 cavallo del bianco · g5 pedone del nero · h5 alfiere del nero · c4 pedone del bianco · f4 pedone del nero · b3 torre del bianco · f3 cavallo del nero · h3 torre del bianco · f2 pedone del bianco · g2 pedone del nero · g1 alfiere del nero | a8 alfiere del bianco · d8 donna del bianco · a7 cavallo del nero · f7 pedone del nero · g7 cavallo del bianco · c6 torre del nero · e6 pedone del nero · f6 pedone del nero · h6 re del bianco · a5 pedone del bianco · e5 re del nero · f5 cavallo del bianco · g5 pedone del nero · h5 alfiere del nero · c4 pedone del bianco · f4 pedone del nero · b3 torre del bianco · f3 cavallo del nero · h3 torre del bianco · f2 pedone del bianco · g2 pedone del nero · g1 alfiere del nero | a8 alfiere del bianco · d8 donna del bianco · a7 cavallo del nero · f7 pedone del nero · g7 cavallo del bianco · c6 torre del nero · e6 pedone del nero · f6 pedone del nero · h6 re del bianco · a5 pedone del bianco · e5 re del nero · f5 cavallo del bianco · g5 pedone del nero · h5 alfiere del nero · c4 pedone del bianco · f4 pedone del nero · b3 torre del bianco · f3 cavallo del nero · h3 torre del bianco · f2 pedone del bianco · g2 pedone del nero · g1 alfiere del nero | a8 alfiere del bianco · d8 donna del bianco · a7 cavallo del nero · f7 pedone del nero · g7 cavallo del bianco · c6 torre del nero · e6 pedone del nero · f6 pedone del nero · h6 re del bianco · a5 pedone del bianco · e5 re del nero · f5 cavallo del bianco · g5 pedone del nero · h5 alfiere del nero · c4 pedone del bianco · f4 pedone del nero · b3 torre del bianco · f3 cavallo del nero · h3 torre del bianco · f2 pedone del bianco · g2 pedone del nero · g1 alfiere del nero | a8 alfiere del bianco · d8 donna del bianco · a7 cavallo del nero · f7 pedone del nero · g7 cavallo del bianco · c6 torre del nero · e6 pedone del nero · f6 pedone del nero · h6 re del bianco · a5 pedone del bianco · e5 re del nero · f5 cavallo del bianco · g5 pedone del nero · h5 alfiere del nero · c4 pedone del bianco · f4 pedone del nero · b3 torre del bianco · f3 cavallo del nero · h3 torre del bianco · f2 pedone del bianco · g2 pedone del nero · g1 alfiere del nero | a8 alfiere del bianco · d8 donna del bianco · a7 cavallo del nero · f7 pedone del nero · g7 cavallo del bianco · c6 torre del nero · e6 pedone del nero · f6 pedone del nero · h6 re del bianco · a5 pedone del bianco · e5 re del nero · f5 cavallo del bianco · g5 pedone del nero · h5 alfiere del nero · c4 pedone del bianco · f4 pedone del nero · b3 torre del bianco · f3 cavallo del nero · h3 torre del bianco · f2 pedone del bianco · g2 pedone del nero · g1 alfiere del nero | a8 alfiere del bianco · d8 donna del bianco · a7 cavallo del nero · f7 pedone del nero · g7 cavallo del bianco · c6 torre del nero · e6 pedone del nero · f6 pedone del nero · h6 re del bianco · a5 pedone del bianco · e5 re del nero · f5 cavallo del bianco · g5 pedone del nero · h5 alfiere del nero · c4 pedone del bianco · f4 pedone del nero · b3 torre del bianco · f3 cavallo del nero · h3 torre del bianco · f2 pedone del bianco · g2 pedone del nero · g1 alfiere del nero | 4 |
| 3 | a8 alfiere del bianco · d8 donna del bianco · a7 cavallo del nero · f7 pedone del nero · g7 cavallo del bianco · c6 torre del nero · e6 pedone del nero · f6 pedone del nero · h6 re del bianco · a5 pedone del bianco · e5 re del nero · f5 cavallo del bianco · g5 pedone del nero · h5 alfiere del nero · c4 pedone del bianco · f4 pedone del nero · b3 torre del bianco · f3 cavallo del nero · h3 torre del bianco · f2 pedone del bianco · g2 pedone del nero · g1 alfiere del nero | a8 alfiere del bianco · d8 donna del bianco · a7 cavallo del nero · f7 pedone del nero · g7 cavallo del bianco · c6 torre del nero · e6 pedone del nero · f6 pedone del nero · h6 re del bianco · a5 pedone del bianco · e5 re del nero · f5 cavallo del bianco · g5 pedone del nero · h5 alfiere del nero · c4 pedone del bianco · f4 pedone del nero · b3 torre del bianco · f3 cavallo del nero · h3 torre del bianco · f2 pedone del bianco · g2 pedone del nero · g1 alfiere del nero | a8 alfiere del bianco · d8 donna del bianco · a7 cavallo del nero · f7 pedone del nero · g7 cavallo del bianco · c6 torre del nero · e6 pedone del nero · f6 pedone del nero · h6 re del bianco · a5 pedone del bianco · e5 re del nero · f5 cavallo del bianco · g5 pedone del nero · h5 alfiere del nero · c4 pedone del bianco · f4 pedone del nero · b3 torre del bianco · f3 cavallo del nero · h3 torre del bianco · f2 pedone del bianco · g2 pedone del nero · g1 alfiere del nero | a8 alfiere del bianco · d8 donna del bianco · a7 cavallo del nero · f7 pedone del nero · g7 cavallo del bianco · c6 torre del nero · e6 pedone del nero · f6 pedone del nero · h6 re del bianco · a5 pedone del bianco · e5 re del nero · f5 cavallo del bianco · g5 pedone del nero · h5 alfiere del nero · c4 pedone del bianco · f4 pedone del nero · b3 torre del bianco · f3 cavallo del nero · h3 torre del bianco · f2 pedone del bianco · g2 pedone del nero · g1 alfiere del nero | a8 alfiere del bianco · d8 donna del bianco · a7 cavallo del nero · f7 pedone del nero · g7 cavallo del bianco · c6 torre del nero · e6 pedone del nero · f6 pedone del nero · h6 re del bianco · a5 pedone del bianco · e5 re del nero · f5 cavallo del bianco · g5 pedone del nero · h5 alfiere del nero · c4 pedone del bianco · f4 pedone del nero · b3 torre del bianco · f3 cavallo del nero · h3 torre del bianco · f2 pedone del bianco · g2 pedone del nero · g1 alfiere del nero | a8 alfiere del bianco · d8 donna del bianco · a7 cavallo del nero · f7 pedone del nero · g7 cavallo del bianco · c6 torre del nero · e6 pedone del nero · f6 pedone del nero · h6 re del bianco · a5 pedone del bianco · e5 re del nero · f5 cavallo del bianco · g5 pedone del nero · h5 alfiere del nero · c4 pedone del bianco · f4 pedone del nero · b3 torre del bianco · f3 cavallo del nero · h3 torre del bianco · f2 pedone del bianco · g2 pedone del nero · g1 alfiere del nero | a8 alfiere del bianco · d8 donna del bianco · a7 cavallo del nero · f7 pedone del nero · g7 cavallo del bianco · c6 torre del nero · e6 pedone del nero · f6 pedone del nero · h6 re del bianco · a5 pedone del bianco · e5 re del nero · f5 cavallo del bianco · g5 pedone del nero · h5 alfiere del nero · c4 pedone del bianco · f4 pedone del nero · b3 torre del bianco · f3 cavallo del nero · h3 torre del bianco · f2 pedone del bianco · g2 pedone del nero · g1 alfiere del nero | a8 alfiere del bianco · d8 donna del bianco · a7 cavallo del nero · f7 pedone del nero · g7 cavallo del bianco · c6 torre del nero · e6 pedone del nero · f6 pedone del nero · h6 re del bianco · a5 pedone del bianco · e5 re del nero · f5 cavallo del bianco · g5 pedone del nero · h5 alfiere del nero · c4 pedone del bianco · f4 pedone del nero · b3 torre del bianco · f3 cavallo del nero · h3 torre del bianco · f2 pedone del bianco · g2 pedone del nero · g1 alfiere del nero | 3 |
| 2 | a8 alfiere del bianco · d8 donna del bianco · a7 cavallo del nero · f7 pedone del nero · g7 cavallo del bianco · c6 torre del nero · e6 pedone del nero · f6 pedone del nero · h6 re del bianco · a5 pedone del bianco · e5 re del nero · f5 cavallo del bianco · g5 pedone del nero · h5 alfiere del nero · c4 pedone del bianco · f4 pedone del nero · b3 torre del bianco · f3 cavallo del nero · h3 torre del bianco · f2 pedone del bianco · g2 pedone del nero · g1 alfiere del nero | a8 alfiere del bianco · d8 donna del bianco · a7 cavallo del nero · f7 pedone del nero · g7 cavallo del bianco · c6 torre del nero · e6 pedone del nero · f6 pedone del nero · h6 re del bianco · a5 pedone del bianco · e5 re del nero · f5 cavallo del bianco · g5 pedone del nero · h5 alfiere del nero · c4 pedone del bianco · f4 pedone del nero · b3 torre del bianco · f3 cavallo del nero · h3 torre del bianco · f2 pedone del bianco · g2 pedone del nero · g1 alfiere del nero | a8 alfiere del bianco · d8 donna del bianco · a7 cavallo del nero · f7 pedone del nero · g7 cavallo del bianco · c6 torre del nero · e6 pedone del nero · f6 pedone del nero · h6 re del bianco · a5 pedone del bianco · e5 re del nero · f5 cavallo del bianco · g5 pedone del nero · h5 alfiere del nero · c4 pedone del bianco · f4 pedone del nero · b3 torre del bianco · f3 cavallo del nero · h3 torre del bianco · f2 pedone del bianco · g2 pedone del nero · g1 alfiere del nero | a8 alfiere del bianco · d8 donna del bianco · a7 cavallo del nero · f7 pedone del nero · g7 cavallo del bianco · c6 torre del nero · e6 pedone del nero · f6 pedone del nero · h6 re del bianco · a5 pedone del bianco · e5 re del nero · f5 cavallo del bianco · g5 pedone del nero · h5 alfiere del nero · c4 pedone del bianco · f4 pedone del nero · b3 torre del bianco · f3 cavallo del nero · h3 torre del bianco · f2 pedone del bianco · g2 pedone del nero · g1 alfiere del nero | a8 alfiere del bianco · d8 donna del bianco · a7 cavallo del nero · f7 pedone del nero · g7 cavallo del bianco · c6 torre del nero · e6 pedone del nero · f6 pedone del nero · h6 re del bianco · a5 pedone del bianco · e5 re del nero · f5 cavallo del bianco · g5 pedone del nero · h5 alfiere del nero · c4 pedone del bianco · f4 pedone del nero · b3 torre del bianco · f3 cavallo del nero · h3 torre del bianco · f2 pedone del bianco · g2 pedone del nero · g1 alfiere del nero | a8 alfiere del bianco · d8 donna del bianco · a7 cavallo del nero · f7 pedone del nero · g7 cavallo del bianco · c6 torre del nero · e6 pedone del nero · f6 pedone del nero · h6 re del bianco · a5 pedone del bianco · e5 re del nero · f5 cavallo del bianco · g5 pedone del nero · h5 alfiere del nero · c4 pedone del bianco · f4 pedone del nero · b3 torre del bianco · f3 cavallo del nero · h3 torre del bianco · f2 pedone del bianco · g2 pedone del nero · g1 alfiere del nero | a8 alfiere del bianco · d8 donna del bianco · a7 cavallo del nero · f7 pedone del nero · g7 cavallo del bianco · c6 torre del nero · e6 pedone del nero · f6 pedone del nero · h6 re del bianco · a5 pedone del bianco · e5 re del nero · f5 cavallo del bianco · g5 pedone del nero · h5 alfiere del nero · c4 pedone del bianco · f4 pedone del nero · b3 torre del bianco · f3 cavallo del nero · h3 torre del bianco · f2 pedone del bianco · g2 pedone del nero · g1 alfiere del nero | a8 alfiere del bianco · d8 donna del bianco · a7 cavallo del nero · f7 pedone del nero · g7 cavallo del bianco · c6 torre del nero · e6 pedone del nero · f6 pedone del nero · h6 re del bianco · a5 pedone del bianco · e5 re del nero · f5 cavallo del bianco · g5 pedone del nero · h5 alfiere del nero · c4 pedone del bianco · f4 pedone del nero · b3 torre del bianco · f3 cavallo del nero · h3 torre del bianco · f2 pedone del bianco · g2 pedone del nero · g1 alfiere del nero | 2 |
| 1 | a8 alfiere del bianco · d8 donna del bianco · a7 cavallo del nero · f7 pedone del nero · g7 cavallo del bianco · c6 torre del nero · e6 pedone del nero · f6 pedone del nero · h6 re del bianco · a5 pedone del bianco · e5 re del nero · f5 cavallo del bianco · g5 pedone del nero · h5 alfiere del nero · c4 pedone del bianco · f4 pedone del nero · b3 torre del bianco · f3 cavallo del nero · h3 torre del bianco · f2 pedone del bianco · g2 pedone del nero · g1 alfiere del nero | a8 alfiere del bianco · d8 donna del bianco · a7 cavallo del nero · f7 pedone del nero · g7 cavallo del bianco · c6 torre del nero · e6 pedone del nero · f6 pedone del nero · h6 re del bianco · a5 pedone del bianco · e5 re del nero · f5 cavallo del bianco · g5 pedone del nero · h5 alfiere del nero · c4 pedone del bianco · f4 pedone del nero · b3 torre del bianco · f3 cavallo del nero · h3 torre del bianco · f2 pedone del bianco · g2 pedone del nero · g1 alfiere del nero | a8 alfiere del bianco · d8 donna del bianco · a7 cavallo del nero · f7 pedone del nero · g7 cavallo del bianco · c6 torre del nero · e6 pedone del nero · f6 pedone del nero · h6 re del bianco · a5 pedone del bianco · e5 re del nero · f5 cavallo del bianco · g5 pedone del nero · h5 alfiere del nero · c4 pedone del bianco · f4 pedone del nero · b3 torre del bianco · f3 cavallo del nero · h3 torre del bianco · f2 pedone del bianco · g2 pedone del nero · g1 alfiere del nero | a8 alfiere del bianco · d8 donna del bianco · a7 cavallo del nero · f7 pedone del nero · g7 cavallo del bianco · c6 torre del nero · e6 pedone del nero · f6 pedone del nero · h6 re del bianco · a5 pedone del bianco · e5 re del nero · f5 cavallo del bianco · g5 pedone del nero · h5 alfiere del nero · c4 pedone del bianco · f4 pedone del nero · b3 torre del bianco · f3 cavallo del nero · h3 torre del bianco · f2 pedone del bianco · g2 pedone del nero · g1 alfiere del nero | a8 alfiere del bianco · d8 donna del bianco · a7 cavallo del nero · f7 pedone del nero · g7 cavallo del bianco · c6 torre del nero · e6 pedone del nero · f6 pedone del nero · h6 re del bianco · a5 pedone del bianco · e5 re del nero · f5 cavallo del bianco · g5 pedone del nero · h5 alfiere del nero · c4 pedone del bianco · f4 pedone del nero · b3 torre del bianco · f3 cavallo del nero · h3 torre del bianco · f2 pedone del bianco · g2 pedone del nero · g1 alfiere del nero | a8 alfiere del bianco · d8 donna del bianco · a7 cavallo del nero · f7 pedone del nero · g7 cavallo del bianco · c6 torre del nero · e6 pedone del nero · f6 pedone del nero · h6 re del bianco · a5 pedone del bianco · e5 re del nero · f5 cavallo del bianco · g5 pedone del nero · h5 alfiere del nero · c4 pedone del bianco · f4 pedone del nero · b3 torre del bianco · f3 cavallo del nero · h3 torre del bianco · f2 pedone del bianco · g2 pedone del nero · g1 alfiere del nero | a8 alfiere del bianco · d8 donna del bianco · a7 cavallo del nero · f7 pedone del nero · g7 cavallo del bianco · c6 torre del nero · e6 pedone del nero · f6 pedone del nero · h6 re del bianco · a5 pedone del bianco · e5 re del nero · f5 cavallo del bianco · g5 pedone del nero · h5 alfiere del nero · c4 pedone del bianco · f4 pedone del nero · b3 torre del bianco · f3 cavallo del nero · h3 torre del bianco · f2 pedone del bianco · g2 pedone del nero · g1 alfiere del nero | a8 alfiere del bianco · d8 donna del bianco · a7 cavallo del nero · f7 pedone del nero · g7 cavallo del bianco · c6 torre del nero · e6 pedone del nero · f6 pedone del nero · h6 re del bianco · a5 pedone del bianco · e5 re del nero · f5 cavallo del bianco · g5 pedone del nero · h5 alfiere del nero · c4 pedone del bianco · f4 pedone del nero · b3 torre del bianco · f3 cavallo del nero · h3 torre del bianco · f2 pedone del bianco · g2 pedone del nero · g1 alfiere del nero | 1 |
|   | a | b | c | d | e | f | g | h |   |

Soluzione:
1. Tb7 ! (min. 2. Te7 e 3. Dd5#)
Alcune varianti:

1... Txc4 2. Dd5+! Rxd5 3. Tb5#

1... Tc5 2. Tb2 Axf2 3. Dd6#

1... Tc8 2. Dd5+ exd5 3. Te7#

1... Tc7 2. Tb2 Axf2 3. Dxc7#

1... Cb5 2. Txb5 Re4 3. Axc6#